# أتيميس
أتيميس، (بالفريولية: Atimis) (بالألمانية: Attems) (بالسلوفينية: Ahten)‏، هي بلدة في مقاطعة أوديني في منطقة فريولي فينيتسيا جوليا الإيطالية، وتقع هذه البلدة على بعد حوالي 70 كيلومتر (43 ميل) شمال غرب ترييستي وحوالي 14 كيلومتر (9 ميل) شمال شرق أوديني.
أتيميس لها حدود مشتركة مع البلديات التالية: فايديس، بيميز، بوفوليتو، تايباناز.

## المعالم السياحية الرئيسية
أتيميس هي موطن لمتحف أثري من العصور الوسطى.

## أعلام
نشأت عائلة أتيمس (Attems) النبيلة من قلعة أتيميس.
وُلد مؤلف الأغاني والموسيقي البورتوريكي توني كرواتو في أتيميس.

## روابط خارجية
- صور فوتوغرافية لأتيميس
- الموقع الرسمي